# Ducula pacifica
Ducula pacifica е вид птица от семейство Гълъбови (Columbidae).

## Разпространение
Видът е разпространен в Американска Самоа, Вануату, Кирибати, Нова Каледония, Ниуе, Острови Кук, Папуа Нова Гвинея, Самоа, Соломоновите острови, Токелау, Тонга, Тувалу, Уолис и Футуна и Фиджи.